# Kowalewice (województwo zachodniopomorskie)
Kowalewice (do 1945 niem. Alt Kugelwitz) – wieś w Polsce położona w województwie zachodniopomorskim, w powiecie sławieńskim, w gminie Darłowo nad Wieprzą.
Według danych z 28 września 2009 roku wieś miała 184 stałych mieszkańców.
Po wojnie siedziba gminy Darłowo. W latach 1975–1998 miejscowość położona była w województwie koszalińskim.
We wsi znajduje się chałupa Kazimierza Koniecznego, artysty ludowego, rzeźbiarza. Po śmierci artysty rodzina udostępniła dla zwiedzających domek z bogatymi zbiorami rzeźby oraz pracownię rzeźbiarską. Ponadto neogotycki kościół i zniszczony wiatrak typu holenderskiego z II poł. XX w.